# Nangarhar

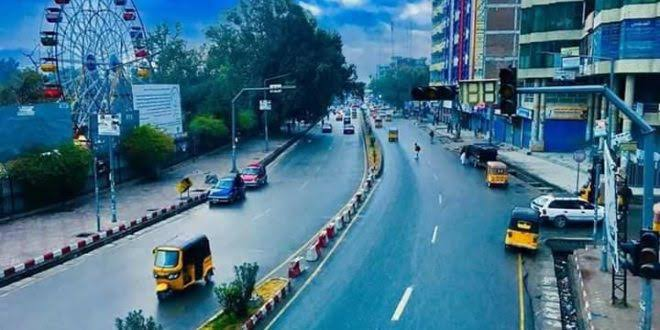

Nangarhar (em persa: ننگرهار, transl. Nangarhār) é uma província do Afeganistão. Sua capital é a cidade de Jalalabad. Esta província fica no lado oriental do país e faz fronteira com o Paquistão.